# Jakob Wolff (Mediziner)
Jakob Wolff (auch Jacob Wolff, * 30. Dezember 1642 in Naumburg; † 17. Juli 1694 in Jena) war ein deutscher Mediziner und Professor der Medizin an der Universität Jena.

## Leben
Jakob Wolff war der Sohn des Apothekers Jacob Wolff (1603–1667) und studierte an den Universitäten in Leipzig und Jena Medizin. Anschließend wurde er Stadtarzt in Altenburg. Später wirkte er als Professor der Medizin an der Universität Jena.
Am 4. März 1679 wurde Jakob Wolff unter der Matrikel-Nr. 86 mit dem akademischen Beinamen Sokrates I. als Mitglied in die Leopoldina aufgenommen.
Der Apotheker Justin Wolff (1640–1683) war sein Bruder.